# Ferreira (football)
Pour les articles homonymes, voir Ferreira.
Aldemir dos Santos Ferreira dit Ferreira, né le 31 décembre 1997 à Dourados au Brésil, est un footballeur brésilien qui évolue au poste d'ailier gauche au São Paulo FC.

## Biographie

### Formation et prêts
Né à Dourados au Brésil, Ferreira est formé par le club de Grêmio.
Il commence toutefois sa carrière en étant prêté, notamment en décembre 2017 au Toledo EC puis au Cianorte FC.

### Retour à Grêmio
De retour de son prêt, il prolonge son contrat avec Grêmio en juillet 2019, jusqu'en 2021. Il joue son premier match en Serie A brésilienne le 29 septembre 2019, contre le Fluminense FC. Il entre en jeu lors de cette rencontre perdue par son équipe sur le score de deux buts à un. Le 5 décembre de la même année, il inscrit son premier but pour Grêmio, lors d'un match de championnat contre le Cruzeiro Esporte Clube. Son équipe s'impose par deux buts à zéro ce jour-là.
Le 17 septembre 2020, il joue son premier match de Copa Libertadores contre l'Universidad Católica. Il entre en jeu lors de cette partie perdue par son équipe (2-0 score final).